# NGC 1265
NGC 1265 est une vaste galaxie elliptique située dans la constellation de Persée. Elle a été découverte par l'astronome français Guillaume Bigourdan en 1884. Cette galaxie a aussi été observée par l'astronome américain Lewis Swift le 3 novembre 1888 et elle a été inscrite à l'Index Catalogue sous la désignation IC 312.

## Caractéristiques
Sa vitesse par rapport au fond diffus cosmologique est de 4 817 ± 17 km/s, ce qui correspond à une distance de Hubble de 71,05 ± 4,98 Mpc (∼232 millions d'al).
À ce jour, quatre mesures non basées sur le décalage vers le rouge (redshift) donnent une distance égale à 69,900 ± 0,849 Mpc (∼228 millions d'al), ce qui est à l'intérieur des valeurs de la distance de Hubble.

## Groupe de NGC 1275
Selon A. M. Garcia, NGC 1235 (IC 312 dans l'article de Garcia) fait partie du groupe de NGC 1275 qui compte au moins 48 membres dont NGC 1224, NGC 1267, NGC 1270, NGC 1273, NGC 1275, NGC 1277, NGC 1279, IC 288, IC 294 et IC 310. Le groupe de NGC 1275 fait partie de l'amas de Persée (Abell 426).

## Confusion
À part le site de Wolfgang Steinicke et du professeur Seligman, toutes les sources consultées identifient NGC 1265 à PGC 12287, mais il s'avère que ce pourrait être incorrect. En effet, à partir des descriptions données par Bigourdan, le professeur Seligman rapporte que Steve Gottlieb s'est demandé en février 2017 si PGC 12279, qui est à huit minutes d'arc au sud de la position relevée par Bigourdan, n'est pas une meilleure candidate pour NGC 1265 que PGC 12287 qui est à 1,9 minute d'arc au nord-ouest de cette position. Harold Corwin a confirmé cette observation de Gottlieb. La galaxie NGC 1265 est donc PGC 12279 qui s'avère être la galaxie IC 312 découverte par Lewis Swift en 1888. Les données de l'encadré sont donc celles correspondant à l'entrée IC 312 sur la base de données NASA/IPAC.